# Georges Hennequin (fils)
Pour les articles homonymes, voir Georges Hennequin et Hennequin.
Georges Hennequin, né le 16 septembre 1893 à Paris (18e arrondissement) et mort le 31 janvier 1969 à Paris (16e arrondissement), est un architecte français.

## Biographie
Georges Hennequin est le fils de l’architecte homonyme Georges Hennequin. Diplômé d’architecture en 1922, il travaille avec son père. Ils construisent notamment ensemble, en 1927, l’Institut d'optique sur le boulevard Pasteur à Paris.
À partir de 1934, Georges Hennequin participe à la construction du Musée d'Art moderne de la ville de Paris, et de plusieurs pavillons pour l'Exposition universelle de 1937,.
Proche de l'industriel Marcel Dassault, il construit pour lui plusieurs usines aéronautiques : L'usine Bronzavia à Courbevoie entre 1934 et 1936, l'usine Marcel-Bloch de Déols entre 1936 à 1939, l'usine Marcel-Bloch à Saint-Cloud en 1938, et l'usine Marcel-Bloch de Bordeaux-Mérignac en 1939.
Le 31 décembre 1940, sous les feux de l'occupant nazi et alors que Marcel Bloch est emprisonné, un nouveau conseil d'administration est créé pour la société aéronautique Société anonyme des Avions Marcel Bloch et Georges Hennequin compte parmi les administrateurs nommés pour préserver les intérêts de l'entreprise.
Georges Hennequin reconstruit l’Économat des armées en 1948-1949 (Pantin), puis travaille ensuite essentiellement pour des groupes industriels, à l’exception de l’hôtel particulier de Marcel Dassault en 1960-1963 (collaboration avec le sculpteur Paul Belmondo) où il réaménage les hôtels du Rond-Point (aujourd'hui le siège du groupe industriel Marcel Dassault) et d'Espeyran (aujourd'hui Artcurial), respectivement au 9 et 7 Rond-point des Champs-Élysées-Marcel-Dassault.

## Ouvrages
- 1934 : Musée d'Art moderne de la ville de Paris (participation)
- 1936 : Usine Bronzavia à Courbevoie
- Entre 1936 et 1939 : Les usines (de construction aéronautiques) Marcel-Bloch à Déols, Saint-Cloud, Bordeaux-Mérignac
- 1949 : Économat des armées (reconstruction)
- 1963 : Hôtel particulier de Marcel Dassault

## Décoration
- Chevalier de la Légion d'honneur (18 aout 1948)